# Халиловский поссовет
Хали́ловский поссове́т — административно-территориальное образование и бывшее муниципальное образование со статусом сельского поселения в Гайском районе Оренбургской области.
Административный центр — посёлок Халилово

## История
1 июня 2015 года муниципальные образования сельские поселения Губерлинский сельсовет, Ириклинский поссовет, Камейкинский сельсовет, Колпакский сельсовет, Новониколаевский сельсовет, Новопетропавловский сельсовет, Репинский сельсовет, Халиловский поссовет Гайского района Оренбургской области объединены с городским округом город Гай в Гайский городской округ.

## Население
| 2010 | 2012  | 2013  | 2014  | 2015  |
| ---- | ----- | ----- | ----- | ----- |
| 2426 | ↘2372 | ↘2277 | ↘2208 | ↘2160 |